# Saison 2009-2010 de la Berrichonne de Châteauroux
Maillots
Chronologie
Saison précédente Saison suivante
Cet article traite de la saison 2009-2010 de la Berrichonne de Châteauroux.

## Staff technique
| Nom                  | Poste                   | Naissance  | Nationalité sportive | Au club depuis | Clubs précédents                           |
| Jean-Pierre Papin    | Entraîneur              |            | France               |                |                                            |
| Denis Mérigot        | Entraîneur adjoint      | 05/06/1954 | France               | 1978           | FC Nantes (Joueur)                         |
| Ludovic Poutrel      | Entraîneur des gardiens | 15/08/1971 | France               | 2008           | AS CHERBOURG                               |
| Simon Colinet        | Préparateur physique    | -          | -                    | 2008           | -                                          |
| Xavier Roy           | Médecin                 | 15/05/1967 | France               | 2002           | Médecin pour le Tour de France             |
| Amal Charaa          | Médecin                 | 22/03/1960 |                      | 2001           |                                            |
| Richard Hernaez      | Kiné                    | 10/09/1954 | France               | 1998           | Kiné de l'équipe de France junior de rugby |
| Philippe Maisonnette | Masseur                 | 08/09/1961 | France               | 1993           | Masseur cyclisme                           |

## Effectif professionnel pour la saison 2008-09
| N° | Nom                | Poste            | Naissance  | Nationalité sportive* | Au club depuis | Club précédent                |
| 1  | Vincent Fernandez  | gardien          | 31/01/1975 | France                | 2004           | RC Strasbourg                 |
| 16 | Gaëtan Deneuve     | gardien          | 3/05/1985  | France                | 2007           | AS Cherbourg                  |
| 30 | Alexandre Bouchard | gardien          | 1/05/1988  | France                | 2008           | Olympique lyonnais            |
| 24 | Mickaël Cerielo    | défenseur        | 01/09/1984 | France                | 2008           | CS Sedan-Ardennes             |
| 12 | Alsény Camara      | défenseur        | 04/11/1986 | Guinée                | 2008           | Toulouse FC                   |
| 5  | Stevan Bates       | défenseur        | 29/11/1981 | Serbie                | 2006           | Rad Belgrade                  |
| 25 | Julien Cordonnier  | défenseur        | 27/06/1980 | France                | 2008           | Clermont Foot                 |
| 6  | Jean-Hugues Ateba  | défenseur        | 01/04/1981 | Cameroun              | 2006           | Paris SG                      |
| 19 | Stéphane Kakou     | défenseur        | 05/02/1988 | Côte d'Ivoire         | -              | Formé au club                 |
| 15 | Richard Martini    | défenseur        | 26/08/1978 | France                | 2007           | EA Guingamp                   |
| 4  | Pape Habib Sow     | défenseur        | 02/12/1985 | Sénégal               | 2008           | Entente Sannois Saint-Gratien |
| 18 | Emmanuel Imorou    | défenseur        | 16/09/1988 | France                | 2005           | Formé au club                 |
| 17 | Valéry Mezague     | défenseur/milieu | 08/12/1983 | France                | 2009           | RC Sochaux                    |
| 17 | Henri Bedimo       | défenseur/milieu | 04/06/1984 | Cameroun              | 2007           | Le Havre AC                   |
| 2  | Lamine Koné        | défenseur        | 01/02/1989 | France                | -              | Formé au club                 |
| 15 | Jimmy Juan         | milieu           | 10/06/1983 | France                | 2008           | Grenoble Foot                 |
| 15 | Rudy Haddad        | milieu           | 05/12/1985 | Israël                | 2009           | Maccabi Tel-Aviv              |
| 20 | Antoine Grauss     | Milieu           | 03/08/1984 | France                | 2006           | Clermont Foot                 |
| 26 | Bakary Sako        | Milieu           | 26/04/1988 | France                | -              | Formé au club                 |
| 14 | Thiago Xavier      | Milieu           | 27/12/1983 | Brésil                | janv. 2007     | Botafogo FR                   |
| 27 | Kevin Constant     | Milieu           | 10/05/1987 | France                | 2008           | Toulouse FC                   |
| 22 | Gauthier Pinaud    | Milieu           | 08/01/1988 | France                | -              | Formé au club                 |
| -  | Felix Katongo      | Milieu           | 12/02/1984 | Zambie                | 2008           | Stade rennais                 |
| 11 | Mathieu Scarpelli  | attaquant        | 27/07/1981 | France                | 2007           | AC Ajaccio                    |
| 13 | Momar N'Diaye      | attaquant        | 13/07/1987 | Sénégal               | 2008           | FC Metz                       |
| 9  | Jacob Mulenga      | attaquant        | 12/02/1984 | Zambie                | 2004           | RC Strasbourg                 |
| 29 | Chiguy Lucau       | attaquant        | 04/08/1984 | France                | 2009           | CS Sedan-Ardennes             |

## Les rencontres de la saison
| Date         | Compétition | Adversaire                 | Lieu | Score | Class. | Buteurs de la Berrichonne | Spectateurs |
| ------------ | ----------- | -------------------------- | ---- | ----- | ------ | ------------------------- | ----------- |
| 5 juil. 2008 | amical      | Croix de Savoie (national) | ext. |       |        |                           |             |
| 9 juil. 2008 | amical      | Tours FC (L2)              | ext. |       |        |                           |             |
| Date         | Compétition | Adversaire                 | Lieu | Score | Class. | Buteurs de la Berrichonne | Spectateurs |